# Ardino
Ardino (en búlgaro: Ардино) es un pueblo de Bulgaria en la provincia de Kardzhali.

## Geografía
Se encuentra a una altitud de 603 m s. n. m. a 279 km de la capital nacional, Sofía.

## Demografía
Según estimación 2012 contaba con una población de 4 633 habitantes.
|         | 2004  | 2005  | 2006  | 2007  | 2008  | 2009  | 2010  |
| Mujeres | 1 920 | 1 918 | 1 915 | 1 886 | 1 896 | 1 868 | 1 835 |
| Varones | 1 764 | 1 756 | 1 749 | 1 712 | 1 723 | 1 709 | 1 695 |
| Total   | 3 684 | 3 674 | 3 664 | 3 598 | 3 619 | 3 577 | 3530  |